# Aloe edulis
Aloe edulis é uma espécie de liliopsida do gênero Aloe, pertencente à família Asphodelaceae.